# San José Carpizo Dos
San José Carpizo Dos är en ort i Mexiko.   Den ligger i kommunen Champotón och delstaten Campeche, i den östra delen av landet, 900 km öster om huvudstaden Mexico City. San José Carpizo Dos ligger 10 meter över havet och antalet invånare är 294.
Terrängen runt San José Carpizo Dos är platt. Runt San José Carpizo Dos är det glesbefolkat, med 11 invånare per kvadratkilometer. Närmaste större samhälle är Champotón, 16,6 km väster om San José Carpizo Dos. I omgivningarna runt San José Carpizo Dos växer i huvudsak lövfällande lövskog.